# Нервові волокна
Нервові волокна — довгі відростки нейронів, покриті гліальними оболонками. По нервових волокнах поширюються нервові імпульси, по кожному волокну ізольовано, не заходячи на інші.
У різних відділах нервової системи оболонки нервових волокон значно різняться за своєю будовою, що лежить в основі поділу всіх волокон на мієлінові і безміелінові. Ті й інші складаються з відростка нервової клітини, що лежить в середині волокна, і тому званого вісьовим вальцем (аксонів), і в разі мієлінових волокон, що оточує його оболонкою. Залежно від інтенсивності функціонального навантаження нейрони формують той чи інший тип волокна. Для соматичного відділу нервової системи, інервируючою кісткову мускулатуру, що володіє високим ступенем функціонального навантаження, характерний мієліновий (мозковий) тип нервових волокон, а для вегетативного відділу, інервуючого внутрішні органи — безмієліновий (безм'якотний) тип.